# Mammal Hands
Mammal Hands est un trio de jazz britannique formé en 2012, originaire de Norwich. Les membres du groupe sont Jordan Smart au saxophone, Nick Smart au piano et Jesse Barrett à la batterie et au tabla,.

## Description
Le style du groupe combine l'ambient, le jazz, la musique électronique et la musique du monde,,. Il s'inspire aussi de la musique minimaliste telle que celle de Steve Reich.
Mammal Hands a fait une tournée avec GoGo Penguin, autre groupe de jazz britannique, auquel il est parfois comparé, comme leurs compatriotes Portico Quartet ; mais ils ont développé un style qui leur est propre. Ces trois groupes ont sorti des albums sous le label Gondwana Records.
En 2015, le groupe participe à l'ouverture du Festival international de jazz de Montréal,. La même année, puis à nouveau en 2018, le trio se produit au Royal Northern College of Music,,.
Leur troisième album, Shadow Work, a été enregistré aux studios de Gondwana Records à Manchester et sort en octobre 2017,.
En 2017, ils se sont produits au festival Haldern Pop en Allemagne et au La Défense Jazz Festival. En mai 2018, ils ont joué à Jazz sous les pommiers. En juillet 2018, ils se sont produits au Montreux Jazz Festival. Durant l'été 2019, ils participent à Jazz in Marciac.

## Discographie

### Albums studio
| Titre               | Détails                                                                                              |
| ------------------- | --- |
| Animalia ,          | - Sortie: 15 septembre 2014 - Label: Gondwana Records - Format: Vinyle, CD, Téléchargement numérique |
| Floa ,              | - Sortie: 27 mai 2016 - Label: Gondwana Records - Format: Vinyle, CD, Téléchargement numérique       |
| Shadow Work ,       | - Sortie: 27 octobre 2017 - Label: Gondwana Records - Format: Vinyle, CD, Téléchargement numérique   |
| Captured Spirits ,  | - Sortie: 11 septembre 2020 - Label: Gondwana Records - Format: Vinyle, CD, Téléchargement numérique |
| Gift from the Trees | - Sortie: 31 mars 2023 - Label: Gondwana Records - Format: Vinyle, CD, Téléchargement numérique      |

### EP
| Titre         | Détails                                                                                        |
| ------------- | ---------------------------------------------------------------------------------------------- |
| Becoming      | - Sortie: 2 novembre 2018 - Label: Gondwana Records - Format: Vinyle, Téléchargement numérique |
| Oni / Lantern | - Sortie: 14 mai 2021 - Label: Gondwana Records - Format: Vinyle, Téléchargement numérique     |

## Galerie

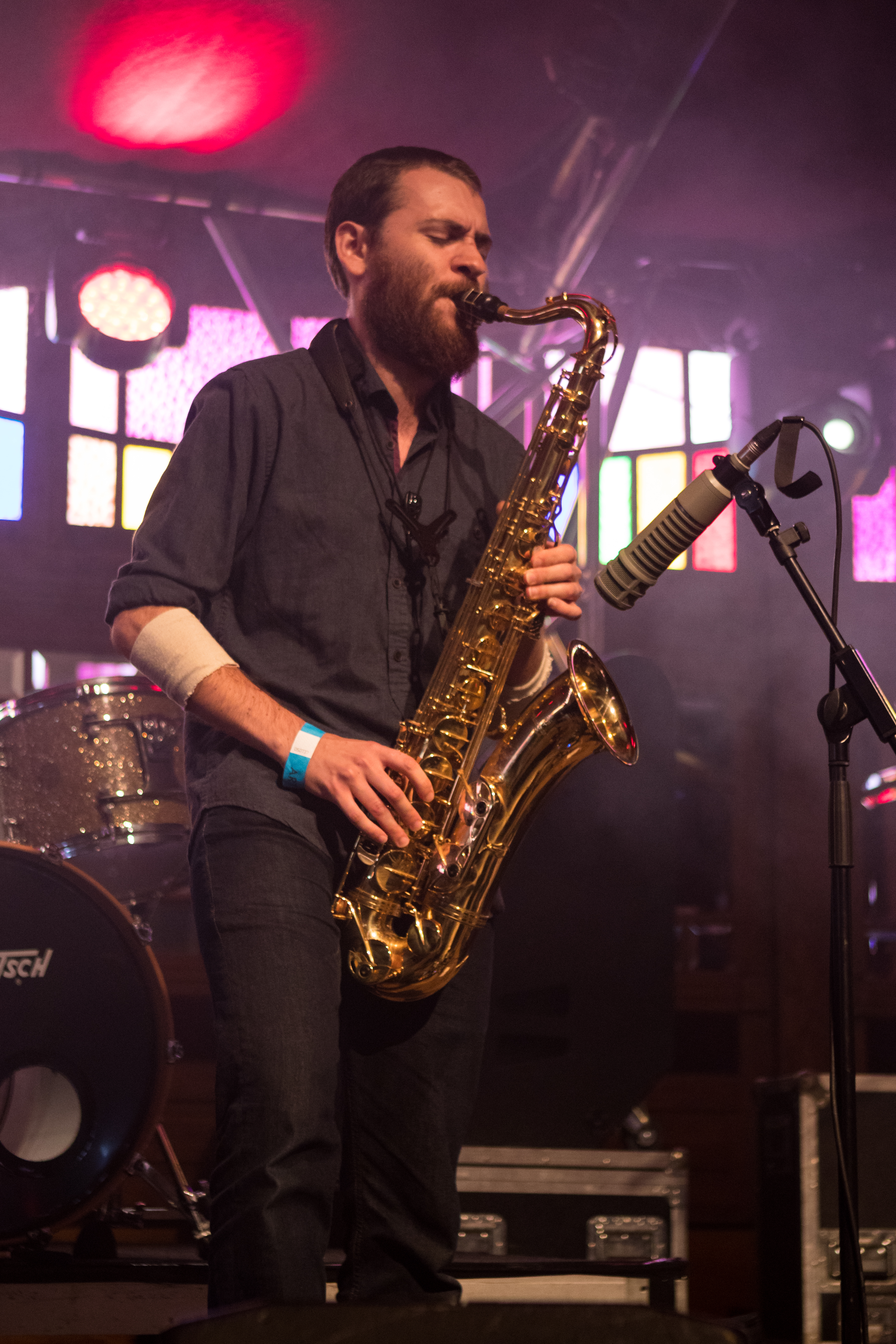
Jordan Smart au Haldern Pop Festival 2017
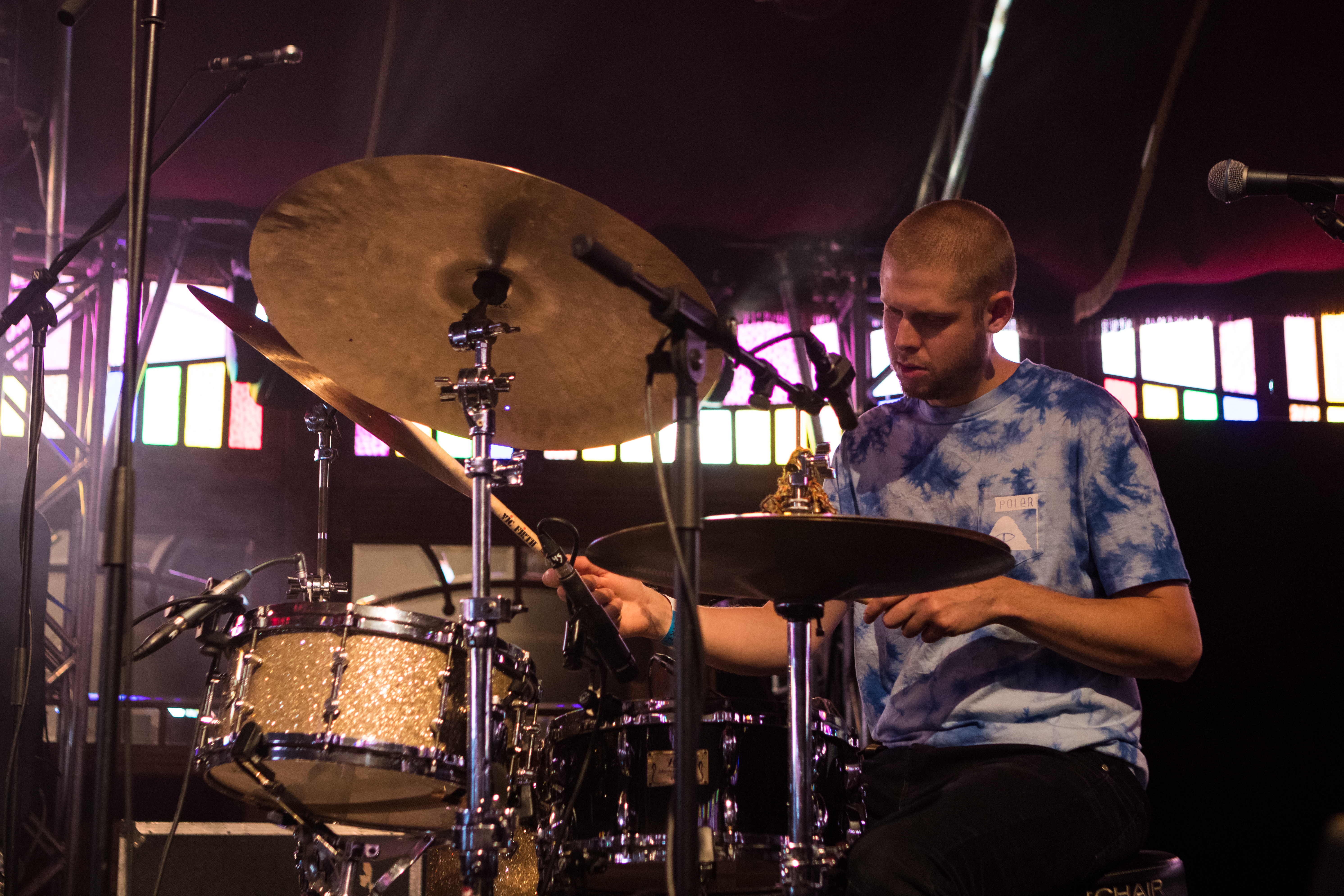
Jesse Barrett au Haldern Pop Festival 2017
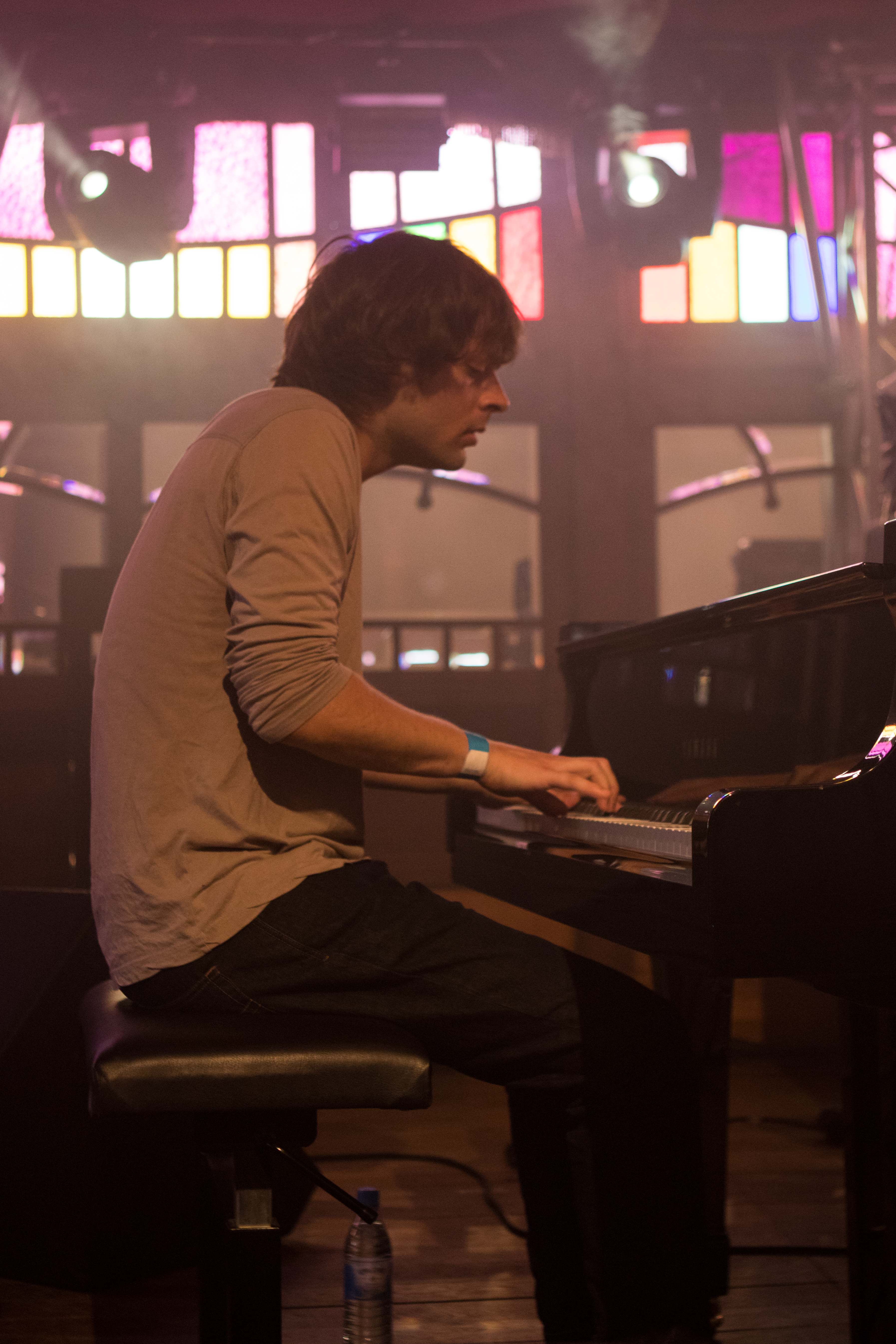
Nick Smart au Haldern Pop Festival 2017
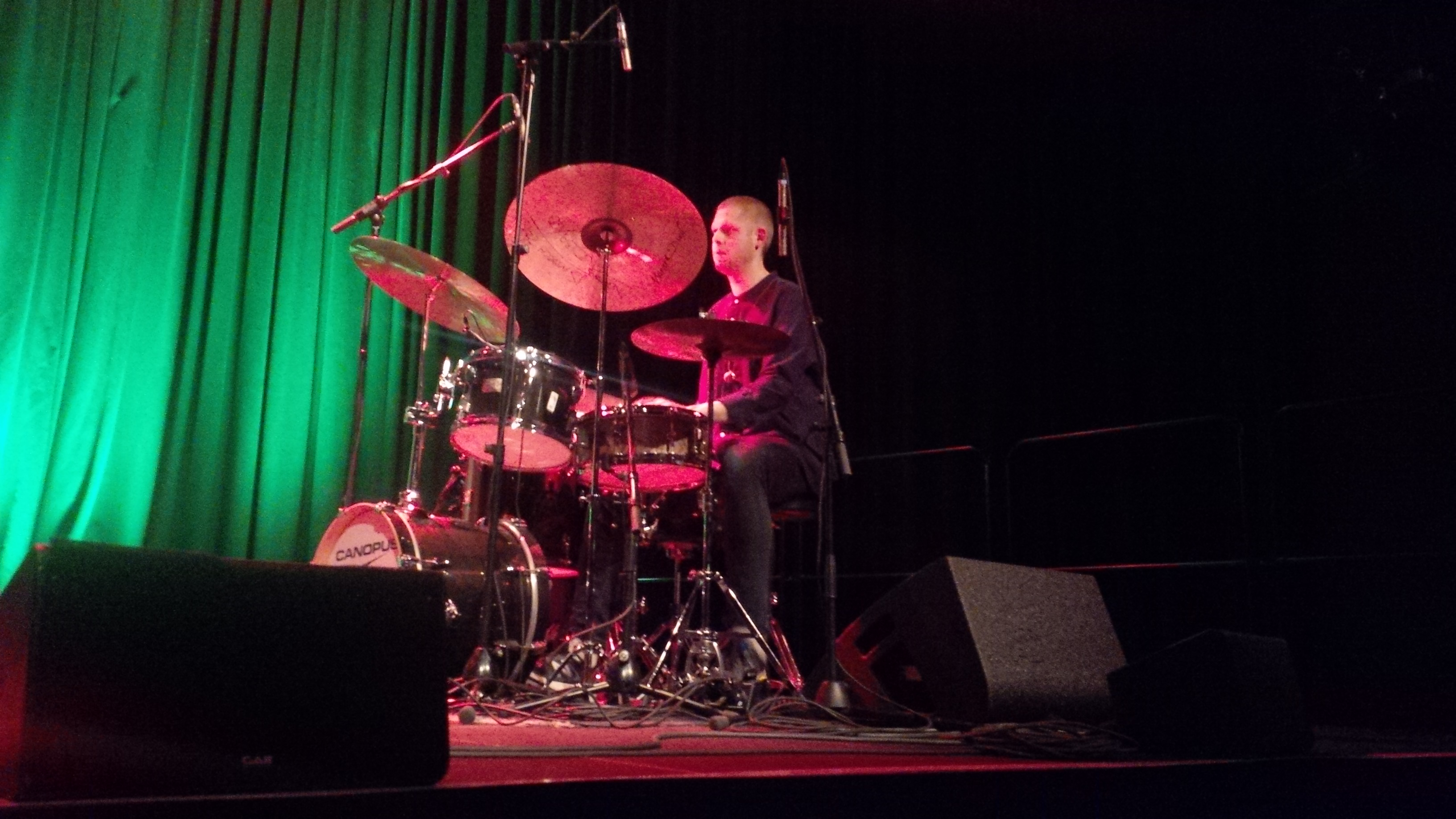
Jesse Barrett au DOMICIL Club, Dortmund, Allemagne 2018
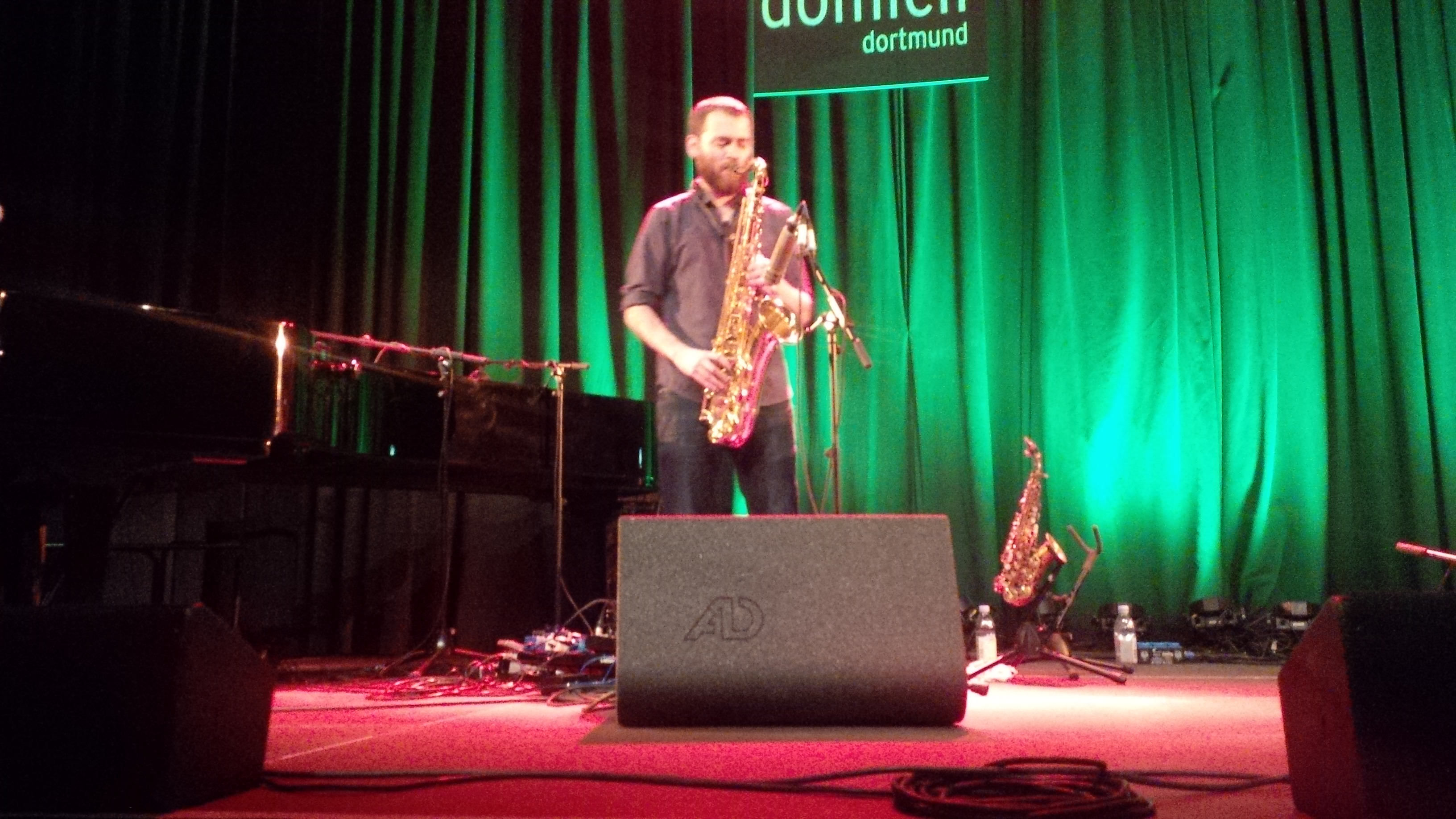
Jordan Smart au DOMICIL Club, Dortmund, Allemagne 2018
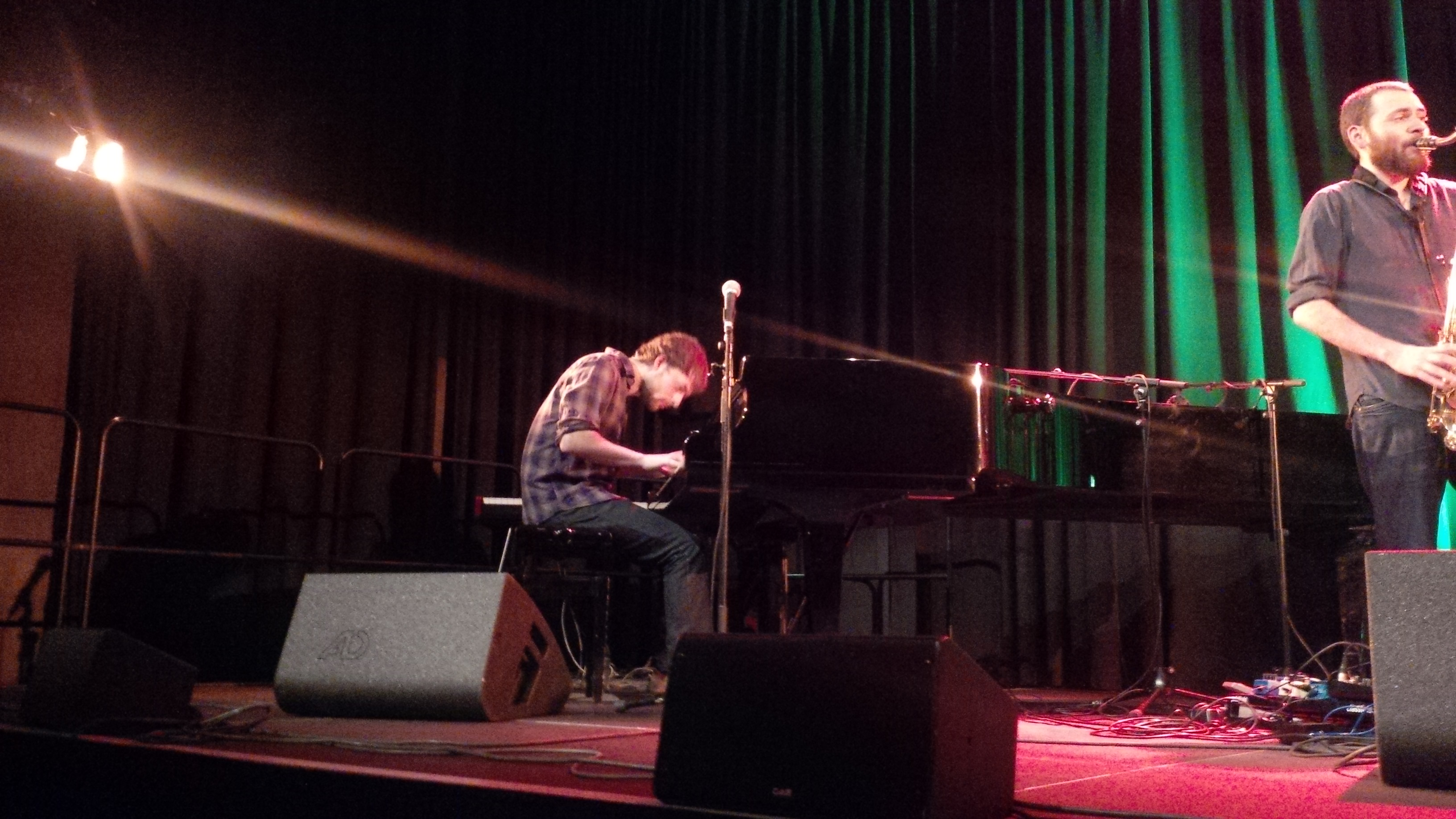
Nick Smart au DOMICIL Club, Dortmund, Allemagne 2018
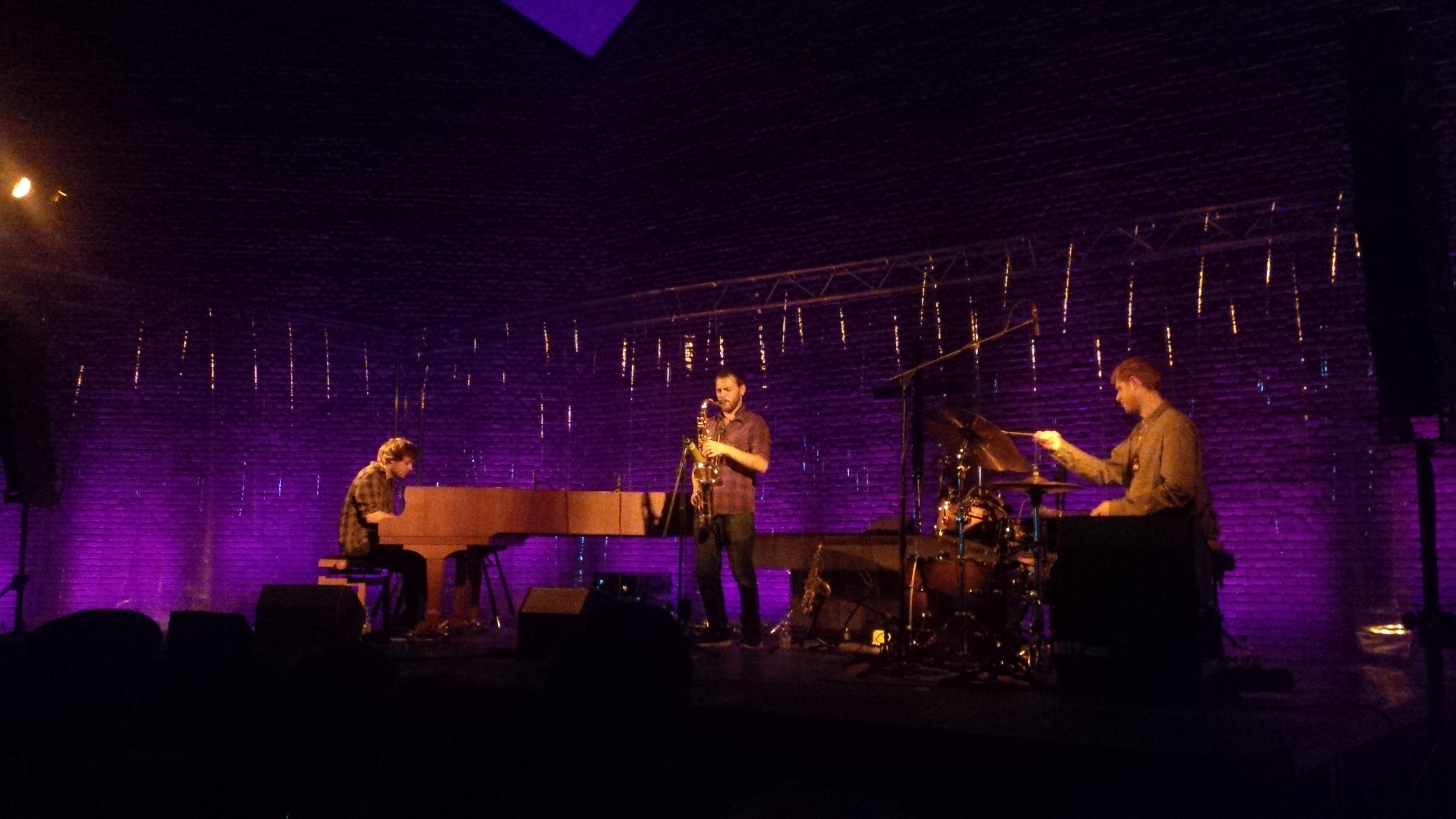
Mammal Hands Christuskirche Bochum, Allemagne 2018